# Quema de Moscú (1571)
La Quema de Moscú (1571) ocurrió en mayo de ese año cuando el ejército del kanato de Crimea y turco (8.000 tártaros de Crimea, 33.000 turcos irregulares y 7.000 jenízaros) dirigidos por el kan Devlet I Giray, asaltó la ciudad de Moscú durante las guerras ruso-crimeas y la quemaron. 

## Preludio
Devlet Guirey había invadido Rusia por última vez en 1565. En 1571 era un anciano que padecía las enfermedades de la vejez. Sin embargo él no estaba tan enfermo como para ser incapaz de organizar un gran ejército, dirigirlo e incluso infligir con él terribles derrotas a los rusos. A él y a todos los enemigos de Rusia les pareció en 1571 un buen momento para atacar. El sultán Selim II, que intentó capturar Astracán en 1569 pero fracasó estrepitosamente, lo animaba, mientras que los polacos y lituanos se quejaban de que durante los últimos tres años los tártaros no habían causado ningún daño a Rusia y, por tanto, no podían esperar los regalos habituales. Por ello, el kan, influenciado por todo ello, decidió atacar en ese año con todas las fuerzas que pudo reunir.
Empezó con la invasión el 5 de abril de 1571. Condujo a su ejército a través del estrecho istmo de Perekop, que une Crimea con el continente, y marchó hacia el norte. Su intención era saquear Moscú y prenderle fuego. Por el camino los tártaros se encontraron con nobles rusos que habían huido de Rusia para evitar la ejecución. A través de ellos los tártaros supieron que el zar estaba en Alexandrova Sloboda, que Moscú sufría hambruna y que la mayor parte de las fuerzas rusas se encontraban en Livonia. También aconsejaron al Khan que siguiera adelante hacia Moscú. Luego, dos tártaros recién bautizados fueron llevados ante el kan y ellos también dijeron que nada le impedía llegar ante las puertas de Moscú. En consecuencia, se decidió por ello marchar allí.

## La quema
Aprovechándose así de la guerra livonia, que dejó la defensa del sur de Rusia desprotegida, el kan consiguió penetrar Rusia, llegar a Moscú y asaltar la ciudad. La Opríchnina, que tenía como tarea defender la ciudad, demostró ser incompetente en defenderla y fue derrotada, obligando también al zar Iván el Terrible a huir a un lugar más seguro. De esa manera el kan Devlet I Giray consiguió prender fuego a los suburbios el 24 de mayo y un viento repentino llevó luego esas llamas a Moscú, la cual se incendió. Viendo el fuego, Devlet I Giray decidió entonces abandonar sus planes de atacar el Kremlin y, después de haber tomado decenas de miles de prisioneros, regresó a Crimea.
Según Heinrich von Staden, un alemán al servicio de Iván el Terrible (afirmó ser miembro de la Opríchnina), "la ciudad, el palacio, el palacio de Oprichnina y los suburbios se incendiaron por completo en seis horas. Fue un gran desastre porque nadie pudo escapar". La gente huyó a las iglesias de piedra para escapar de las llamas, pero las iglesias de piedra se derrumbaron (ya sea por la intensidad del fuego o por la presión de las multitudes). La gente también saltó al río Moscova para escapar, donde muchos se ahogaron. El polvorín del Kremlin explotó y los que estaban escondidos en el sótano se asfixiaron. El zar ordenó que los muertos encontrados en las calles fueran arrojados al río, que se desbordó e inundó partes de la ciudad. Jerome Horsey escribió que llevó más de un año limpiar todos los cuerpos.

## Consecuencias
Fue uno de los incendios más severos de la historia de la ciudad. Los historiadores estiman el número de víctimas del incendio de 60.000 a más de 200.000 personas. Los extranjeros que visitaron la ciudad antes y después del incendio han descrito una notable disminución de la población de la ciudad, e Iván el Terrible evitó la ciudad durante varios años después del incendio debido a la falta de una habitación adecuada para él y su séquito. Otra consecuencia de la quema fue el posterior esfuerzo del estado ruso de evitar otro desastre similar. De esa manera el posterior intento del kan de repetir la incursión en 1572 fue repelido gracias a ese esfuerzo de forma decisiva en la batalla de Molodi.
Adicionalmente muchos miembros de la Opríchnina fueron ejecutados por el zar por su incompetencia en lo ocurrido. La quema de Moscú también contribuyó a la abolición de la Opríchnina por parte de Iván el Terrible en 1572, a quien, con razón, culpó en general de haber fallado en defender el país, y con ello Moscú, de los tártaros de Crimea.